# 克里斯托弗·林克
克里斯托弗·林克（英語：Christopher Rinke，1960年10月26日—），加拿大男子摔跤运动员。他曾代表加拿大参加1984年和1988年夏季奥林匹克运动会摔跤比赛，其中1984年奥运会获得一枚铜牌。